# Santíssimo Redentor em Val Melaina (título cardinalício)
Santíssimo Redentor em Val Melaina (em latim, Ssmi Redemptoris in Val Melaina) é um título cardinalício instituído em 26 de novembro de 1994 pelo Papa João Paulo II. Sua igreja titular é Santissimo Redentore a Val Melaina, no quartiere Monte Sacro.

## Titulares protetores
- Ersilio Tonini (1994-2013)
- Ricardo Ezzati Andrello (2014-presente)